# 指上結構
指上結構（英語：way up structure）是指在沉積岩或火山岩中的結構，能被用來確定岩層向上的方向（也稱為“地層向上”或“向上年輕化”）。 這種結構在地層受構造運動變形的地區，判斷層位上下關係時特別重要，例如不整合、交錯層理、粒级层理、底痕、荷重痕、泥裂、波痕、熔岩流和枕狀結構等。